# Multiface

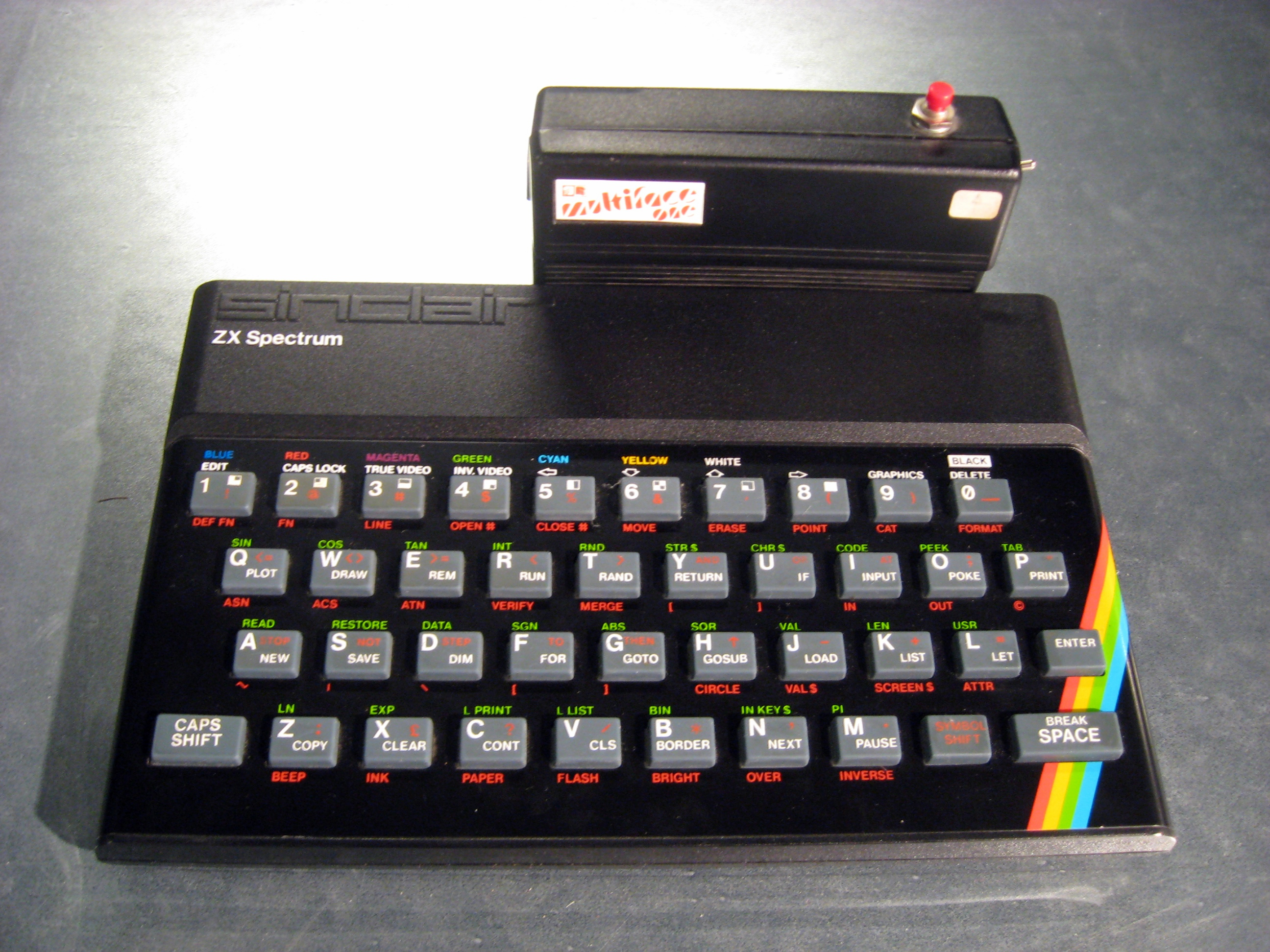
Sinclair ZX Spectrum 48K con un Multiface One.

El Multiface era un periférico lanzado en la década de 1980 por la compañía británica Romantic Robot UK Ltd, existiendo versiones para diversos microordenadores, principalmente para el Sinclair ZX Spectrum, y en menor medida para el Amstrad CPC y el Atari ST.

## Características

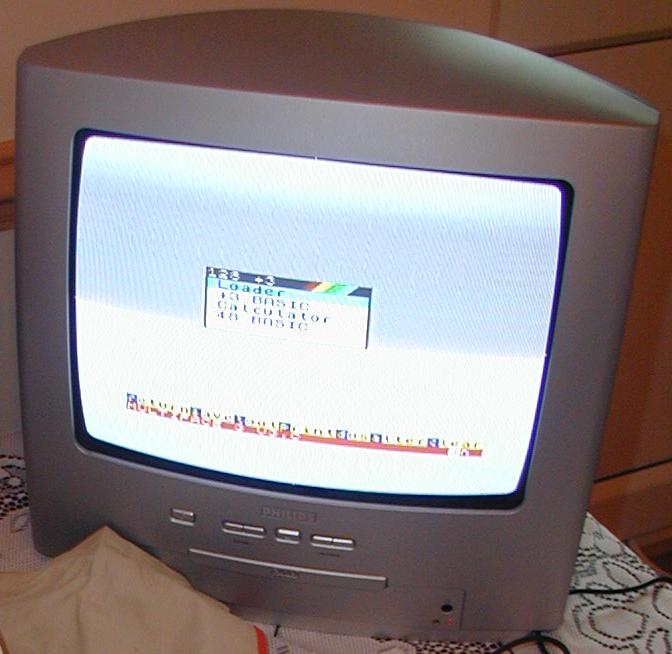
Menús del Multiface 3, en la parte inferior de la pantalla.

La función principal del aparato era volcar la memoria del ordenador a un dispositivo de almacenamiento externo, y contaba con un botón rojo que se podía pulsar en cualquier momento para activar el interface. Como la mayoría de los videojuegos de la época no tenía una función para salvar la posición del juego, el Multiface permitía a los jugadores esta posibilidad. No obstante, esta característica también permitía a los usuarios crear copias de seguridad o copias pirata de programas. La violación de derechos de autor era posible, pero en modelos posteriores esto fue dificultado, exigiendo que el Multiface estuviera presente para cargar el volcado en la memoria.
- Todos los Multifaces tienen la opción de ver y editar el contenido de la memoria RAM, permitiendo la introducción de POKEs.

- Algunos modelos del Multiface ofrecen la posibilidad de hacer una captura de pantalla.

- Los Multiface tienen 8 kilobytes de RAM extra que puede ser usada para  software, como Genie,[3] un desensamblador de código máquina o Lifeguard,[3] un programa para analizar la memoria y localizar variables.

- Algunos de los últimos Multiface disponía de un 'thru-port', un interface adicional en la parte posterior, para poder conectar más expansiones.[3]

## Modelos del Multiface
El Multiface fue lanzado para ordenadores de 8 y 16 bits, como el ZX Spectrum, el Amstrad CPC o el Atari ST. Diferentes modelos presentaban diferentes características.

### Multiface One
El Multiface One fue comercializado en 1986 para el ZX Spectrum de 48K, con un precio de £29.95 y presentaba las opciones de salvar en casete, ZX Microdrive, disco OPUS Discovery o disco Beta (TR-DOS). El periférico era capaz de funcionar también en los modelos 128K, pero solo trabajando en el modo 48K. Disponía de un puerto Kempston joystick, mientras que en las primeras versiones tenía también una salida de vídeo compuesto que posteriormente fue eliminada.

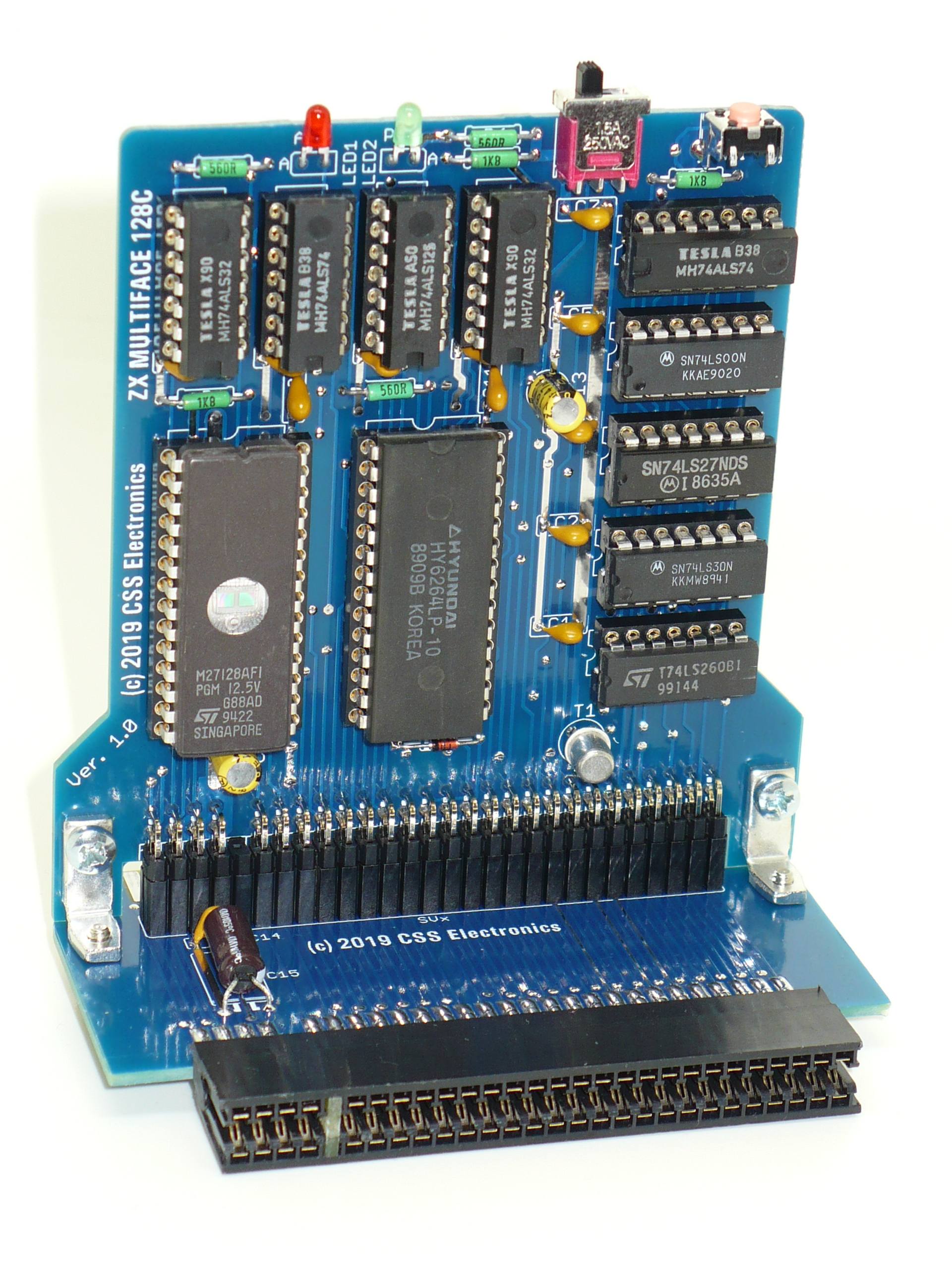
Versión en checa de Multiface 128

### Multiface Two
El Multiface Two fue lanzado para el Amstrad CPC 464, siendo similar en prestaciones al Multiface One.

### Multiface 128
El Multiface 128 fue lanzado para la versión 128K del ZX Spectrum, incluyendo el +2 de Amstrad. Podía trabajar en modo 128K o 48K, y tenía un precio de £34.95, siendo posteriormente abaratado hasta alcanzar el precio del Multiface One. El Multiface 128 introdujo la posibilidad de salvar a disco Plus D y DISCiPLE, desapareciendo sin embargo el puerto para joystick. El periférico no era compatible con los modelos ZX Spectrum +2A y ZX Spectrum +3.

### Multiface 3
El Multiface 3 fue producido para los modelos ZX Spectrum 128 +3 y compatibles, producidos por Amstrad. La principal diferencia con los anteriores consistía en que podía trabajar con el +3DOS y el disco del +3. A diferencia de los primeros modelos para Spectrum, requería que el interface estuviera conectado para poder cargar los volcados de memoria.

### Multiface ST

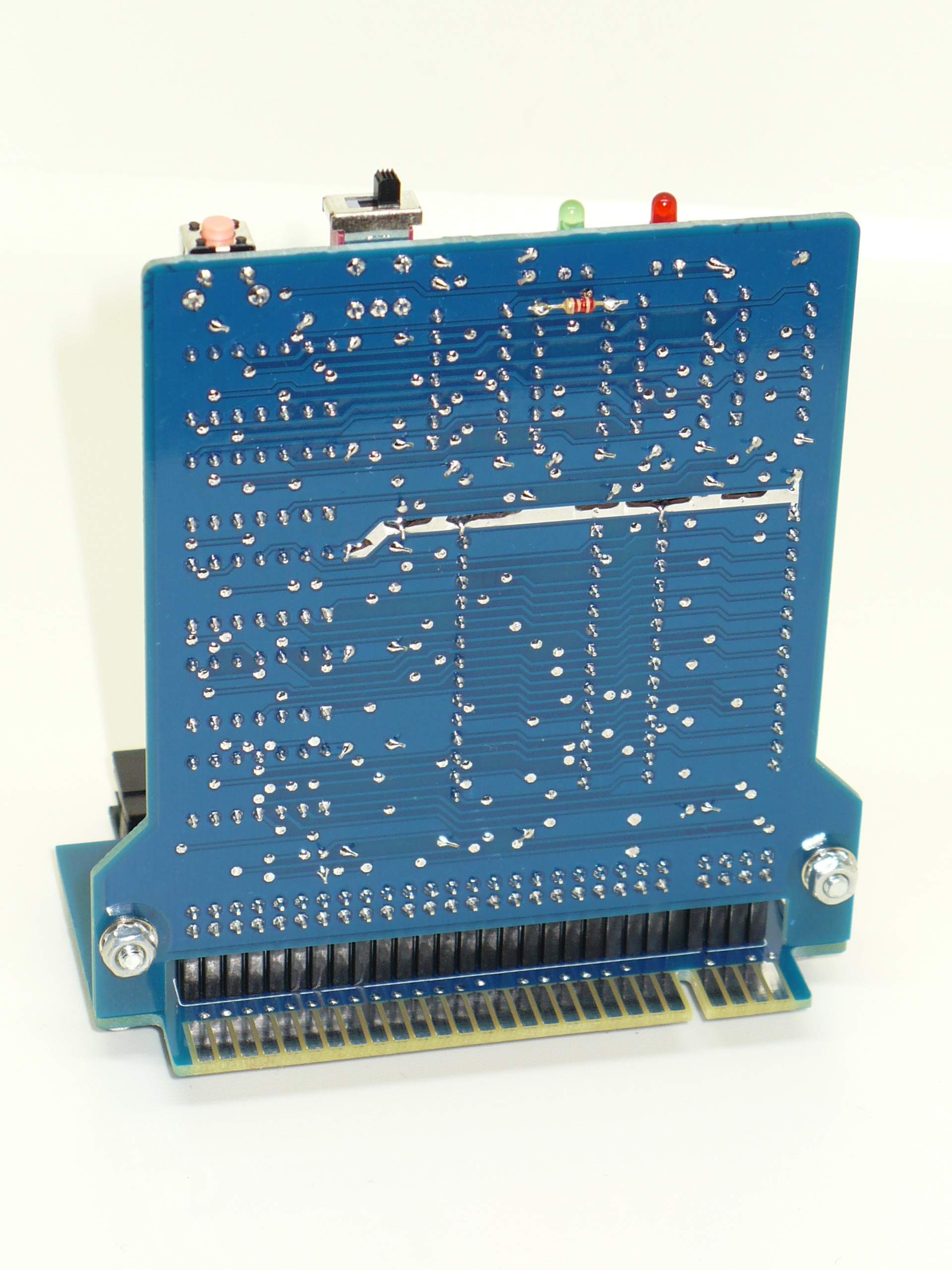
Versión en checa de Multiface 128

Los modelos Multiface ST y Multiface ST II fueron lanzados para los ordenadores Atari ST. De manera similar al Multiface 3, requería que el interface estuviera conectado para poder cargar los volcados de memoria.